# Мала планина
Мала планина е планина в Западна Стара планина, Софийска област, на запад от Искърския пролом.

## Географско положение, граници, големина
Мала планина се простира на запад от пролома на река Искър, който я отделя от Голема планина. На север долината на Искрецка река (ляв приток на Искър) я отделя от планината Понор, а на юг долините на реките Дълбочица (ляв приток на Искър) и Крива река (ляв приток на Блато, от басейна на Искър) – от Софийска планина. На запад, в района на село Бучин проход, чрез седловина висока 814 м се свързва с планината Чепън.
Дължината ѝ от запад на изток е около 20 км, а ширината ѝ варира от 4 – 5 км в източната част до 7 – 8 км – в западната. Мала планина е ниска планина с меки очертания, като билото ѝ е с надморска височина около 1000 м.

### Върхове
Най-висока точка е връх Церия (1234,1 м), разположен южно от село Свидня.
| Име   | Кота (m) |
| ----- | -------- |
| Церия | 1234,1   |

## Геоложки строеж
Образувана е върху Свогенската антиклинала, като западната ѝ част е изградена от триаски варовици с карстови форми, а източната – от палеозойски кристалинни скали. Има находища на антрацитни въглища в района на град Своге.

## Климат и води
Климатът е умерено-континентален със сравнително студена зима и прохладно лято.

## Почви
Почвите са кафяви горски.

## Флора
В зачителна степен е обезлесена, като в отделни райони са запазени гори от благун, цер, бук и габър. Големи площи са заети от пасища, а има и обработваеми земи.

## Населени места
По склоновете на планината са разположени град Своге (на североизток) и селата Томпсън (на югоизток), Церецел (на юг), Дреново, Дръмша и Чибаовци (на югозапад), Бучин проход и Манастирище (на северозапад), Завидовци, Искрец и Свидня (на север).

## Пътища
По подножията на планината преминават два пътя от Държавната пътна мрежа:
- По западното подножие, от местността Беледие хан до село Бучин проход, на протежение от 7 км – участък от второкласен Републикански път II-81 София – Монтана – Лом.
- по северното подножие, по долината на Искрецка река, на протежение от 21 км третокласен Републикански път III-164 Своге – Бучин проход.[1]

По източното подножие на Мала планина, през Искърски пролом, между гарите Реброво и Своге, преминава и част от трасето на жп линията София – Горна Оряховица – Варна.

## Други
На Мала планина е наречена улица в квартал „Лозенец“ в София (Карта).

## Топографска карта
- Лист от карта K-34-47. Мащаб: 1 : 100 000.